# Chalais (Viena)
Chalais és un municipi francès situat al departament de la Viena i a la regió de la Nova Aquitània. L'any 2007 tenia 527 habitants.

## Demografia

### Població
El 2007 la població de fet de Chalais era de 527 persones. Hi havia 208 famílies de les quals 48 eren unipersonals (28 homes vivint sols i 20 dones vivint soles), 84 parelles sense fills, 72 parelles amb fills i 4 famílies monoparentals amb fills.
La població ha evolucionat segons el següent gràfic:
Habitants censats

### Habitatges
El 2007 hi havia 269 habitatges, 217 eren l'habitatge principal de la família, 14 eren segones residències i 37 estaven desocupats. 248 eren cases i 19 eren apartaments. Dels 217 habitatges principals, 186 estaven ocupats pels seus propietaris, 27 estaven llogats i ocupats pels llogaters i 4 estaven cedits a títol gratuït; 7 tenien una cambra, 14 en tenien dues, 26 en tenien tres, 54 en tenien quatre i 116 en tenien cinc o més. 167 habitatges disposaven pel capbaix d'una plaça de pàrquing. A 97 habitatges hi havia un automòbil i a 111 n'hi havia dos o més.

### Piràmide de població
La piràmide de població per edats i sexe el 2009 era:
| Homes | Edats   | Dones |
| ----- | ------- | ----- |
| 0     | 95 o +  | 4     |
| 0     | 90 a 94 | 0     |
| 4     | 85 a 89 | 20    |
| 8     | 80 a 84 | 4     |
| 12    | 75 a 79 | 0     |
| 20    | 70 a 74 | 12    |
| 8     | 65 a 69 | 8     |
| 12    | 60 a 64 | 4     |
| 28    | 55 a 59 | 16    |
| 24    | 50 a 54 | 16    |
| 40    | 45 a 49 | 36    |
| 20    | 40 a 44 | 20    |
| 8     | 35 a 39 | 28    |
| 24    | 30 a 34 | 20    |
| 8     | 25 a 29 | 0     |
| 16    | 20 a 24 | 4     |
| 20    | 15 a 19 | 4     |
| 16    | 10 a 14 | 12    |
| 16    | 5 a 9   | 16    |
| 16    | 0 a 4   | 24    |

## Economia
El 2007 la població en edat de treballar era de 347 persones, 251 eren actives i 96 eren inactives. De les 251 persones actives 218 estaven ocupades (111 homes i 107 dones) i 33 estaven aturades (14 homes i 19 dones). De les 96 persones inactives 48 estaven jubilades, 28 estaven estudiant i 20 estaven classificades com a «altres inactius».

### Ingressos
El 2009 a Chalais hi havia 221 unitats fiscals que integraven 549 persones, la mediana anual d'ingressos fiscals per persona era de 16.017 €.

### Activitats econòmiques
Dels 19 establiments que hi havia el 2007, 1 era d'una empresa alimentària, 1 d'una empresa de fabricació d'altres productes industrials, 4 d'empreses de construcció, 6 d'empreses de comerç i reparació d'automòbils, 3 d'empreses d'hostatgeria i restauració, 1 d'una empresa d'informació i comunicació, 2 d'empreses financeres i 1 d'una empresa de serveis.
Dels 7 establiments de servei als particulars que hi havia el 2009, 1 era un guixaire pintor, 2 fusteries, 1 lampisteria i 3 restaurants.
L'any 2000 a Chalais hi havia 25 explotacions agrícoles que ocupaven un total de 648 hectàrees.

## Poblacions més properes
El següent diagrama mostra les poblacions més properes.